# NGC 285
NGC 285 è una vasta galassia lenticolare situata nella costellazione della Balena.

## Scoperta
NGC 285 è stata scoperta il 2 ottobre 1886 dall'astronomo americano Francis Leavenworth, che l'ha descritta come "estremamente debole, piccola e rotonda, terza di un gruppo di quattro" che comprende anche NGC 283, NGC 284 e NGC 286. Queste quattro galassie si trovano nella stessa regione di cielo, a una distanza simile dalla nostra Via Lattea. Sembrerebbero quindi costituire un gruppo di galassie, che però non è stato descritto da alcun autore.